# Hyphantria cunea
Hyphantria cunea és una papallona nocturna de la subfamília Arctiinae i la família Erebidae.
És coneguda principalment en el seu estat de larva, ja que fa nius característics en les branques d'una àmplia varietat d'arbres de fusta dura a finals d'estiu i la tardor. És principalment una plaga estètica, ja que no es creu que danyi arbres sans. És ben coneguda pels serveis comercials d'arbres i arboricultors.

## Distribució
Hyphantria cunea és nativa d'Amèrica del Nord, des del Canadà fins a Mèxic, i és una de les poques plagues d'insectes introduïts des d'Amèrica del Nord cap a altres continents. Introduït a l'antiga Iugoslàvia en la dècada de 1940, ara s'ha estès probablement per tot Europa des de França fins a la mar Càspia; també penetra a l'Àsia central: Turkmenistan, Uzbekistan, Kirguizstan i Kazakhstan. També es va introduir al Japó el 1945, on ha ajustat el seu nombre de generacions per any des de la seva arribada. Es va estendre a la Xina, el sud de Mongòlia, Corea i el sud del krai de Primórie de Rússia, de manera que ara es considera holàrtica en la seva distribució.

## Cicle de vida
Una generació per any emergeix al nord de l'Amèrica del Nord, amb larves que apareixen des del final de l'estiu fins a principis de la tardor. Al sud de la latitud aproximada de 40°N hi ha dues o més generacions per any, amb nius que apareixen progressivament més aviat al sud.

### Ou
La femella adulta pon els seus ous en el revés de les fulles en grups d'uns pocs centenars recoberts de pèls. Els ous es desclouen en una setmana.

### Larva
Les erugues són molt variables en la coloració, que va des d'un color groc pàl·lid a color gris fosc, amb taques grogues i flocs de pèls llargs i curts. Tenen dues franges de color crema al llarg dels costats. La longitud màxima és de 35 mm. Els nius augmenten progressivament i es concentren en les puntes de les branques. Les larves s'alimenten dins de les teles fins a l'estadi final. Les larves joves s'alimenten només en les superfícies superiors de les fulles. Més endavant, consumeixen les fulles senceres. L'etapa larval dura al voltant de quatre a sis setmanes.

### Pupa
En l'estat de pupa passen l'hivern sota l'escorça o entre la fullaraca de la base dels arbres. La pupa és de color marró fosc i fa uns 10 mm de llarg. El capoll de color marró és de fina seda amb trossos de detritus entreteixits.

### Adult
L'adult és majoritàriament blanc al nord, però al sud pot estar marcat amb taques negres o marrons en les ales anteriors. És bastant 'pelut', i les potes davanteres tenen taques grogues o de color taronja brillant. Les ales inferiors estan menys marcades que les ales anteriors, i l'abdomen sovint té un grapat de pèls de color marró. L'envergadura alar fa 35-42 mm.

## Plantes nutrícies
Les larves s'alimenten de gairebé qualsevol tipus d'arbre de fulla caduca, del que masteguen les fulles; les branques o l'arbre sencer poden arribar a ser defoliats. A nivell mundial, s'han registrat 636 espècies, i es considera que estan entre els insectes més polífags.
A l'est dels EUA el pacaner, la noguera, l'om americà, els arbres fruiters i alguns aurons són els arbres preferits; en algunes zones el caquier i el liquidàmbar són també fàcilment atacats. A l'oest el vern, el salze, l'àlber i els arbres fruites són els arbres escollits.

## Galeria

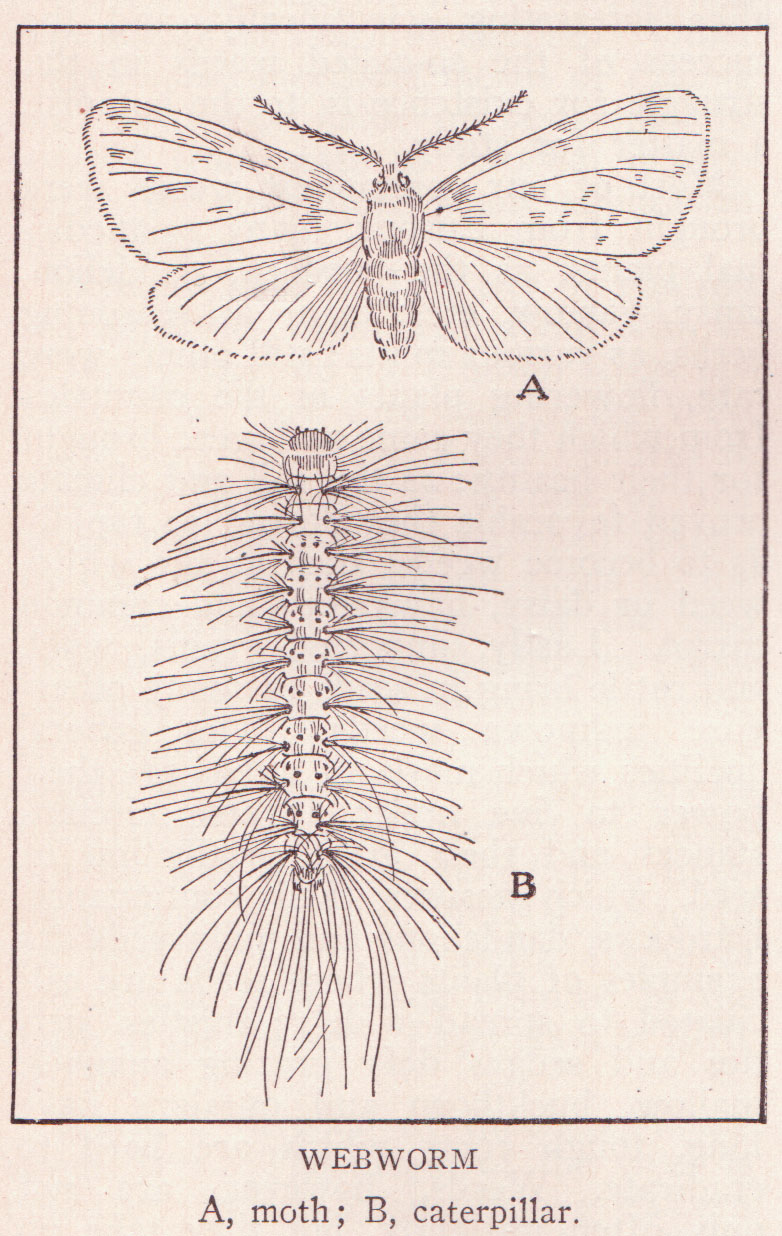
Il·lustració de l'eruga (1917)
- Larves en el seu niu
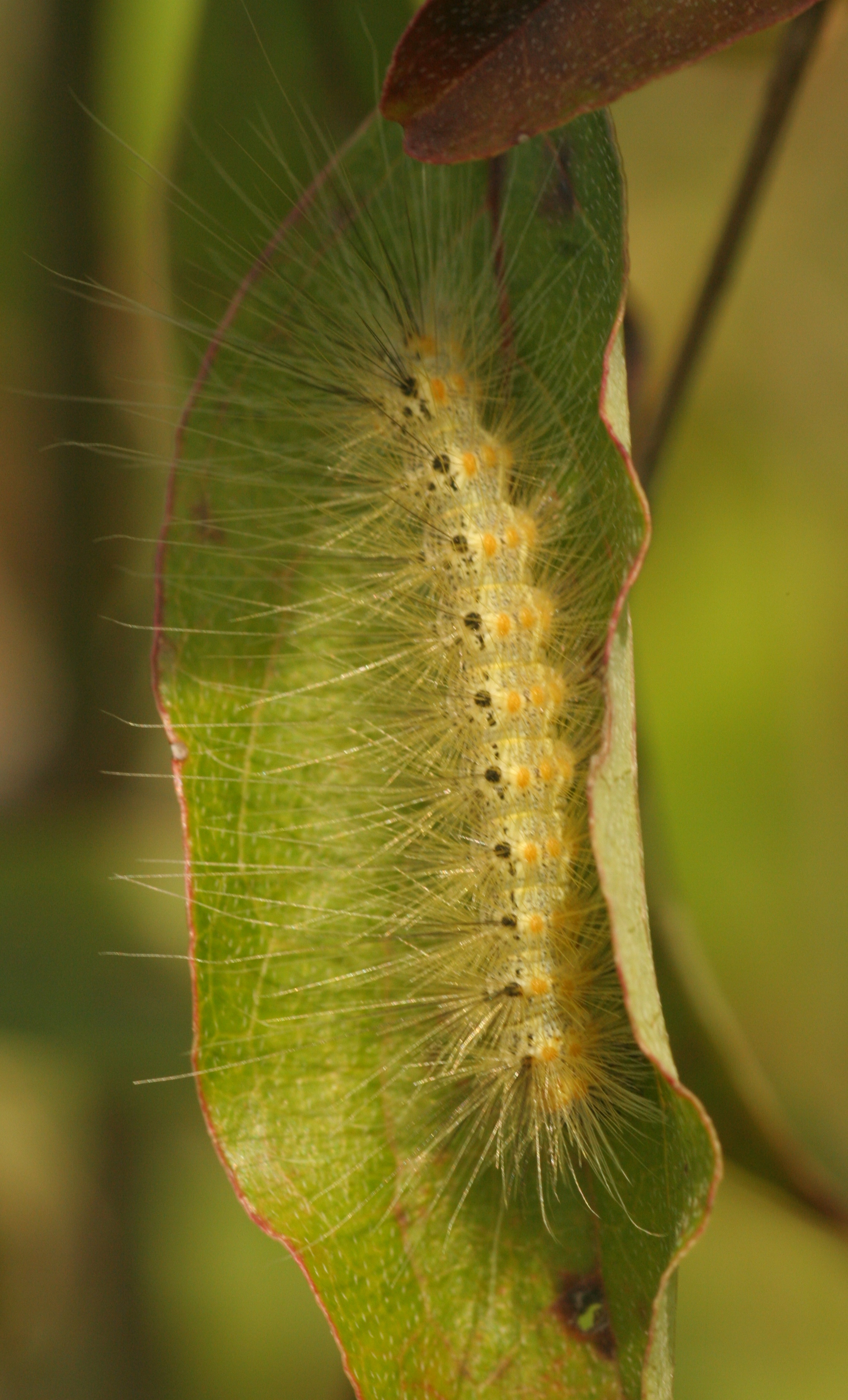
Larva en el darrer estadi
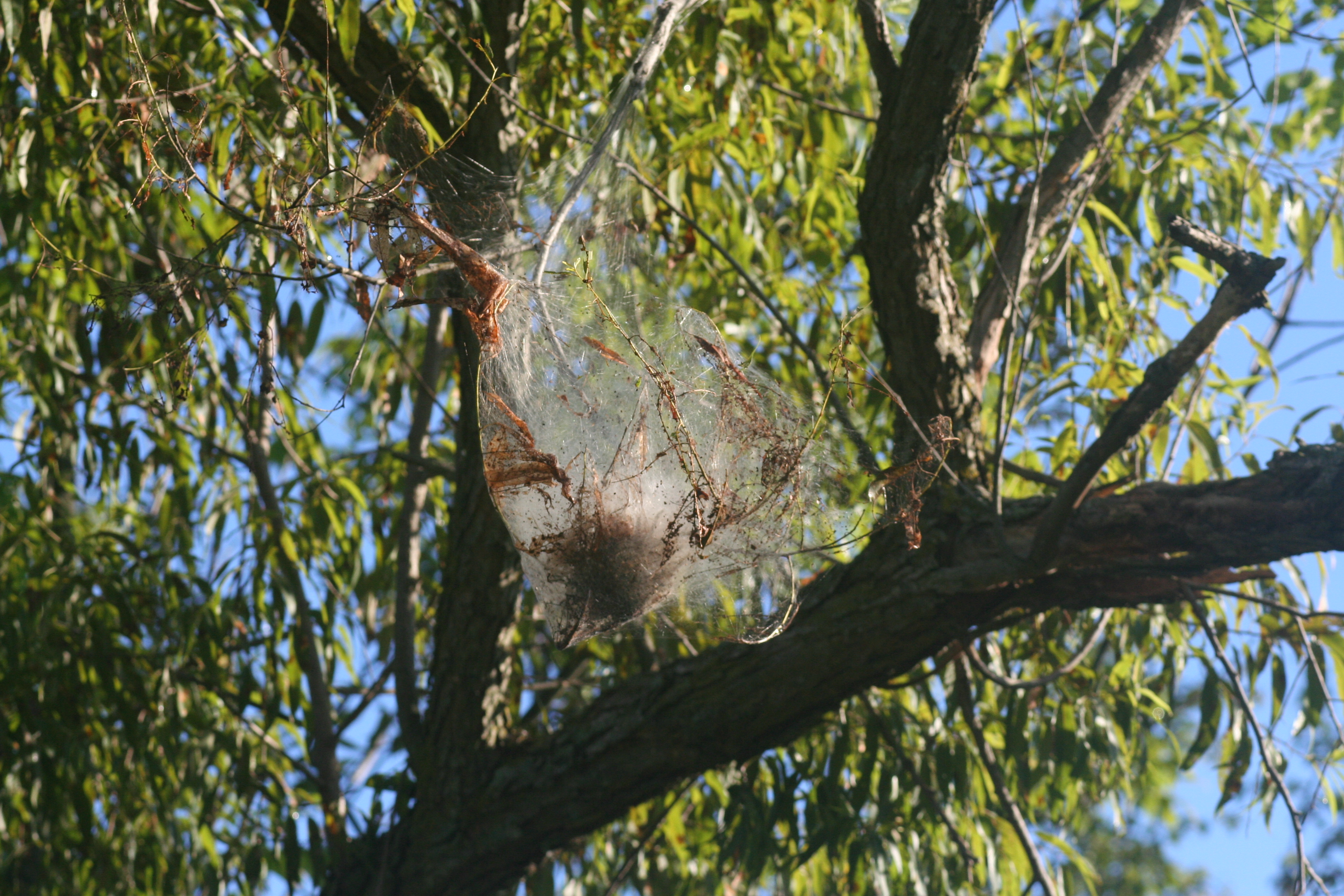
Niu
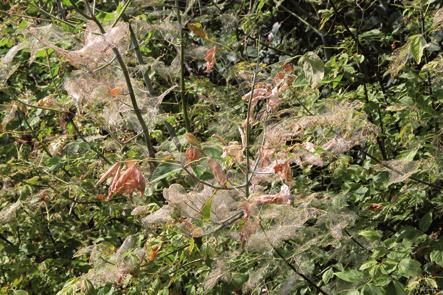
Danys en Acer negundo
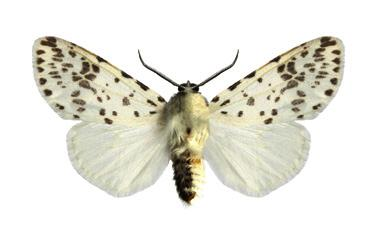
Mascle
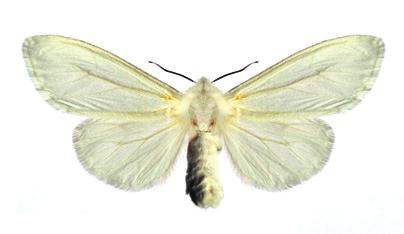
Femella
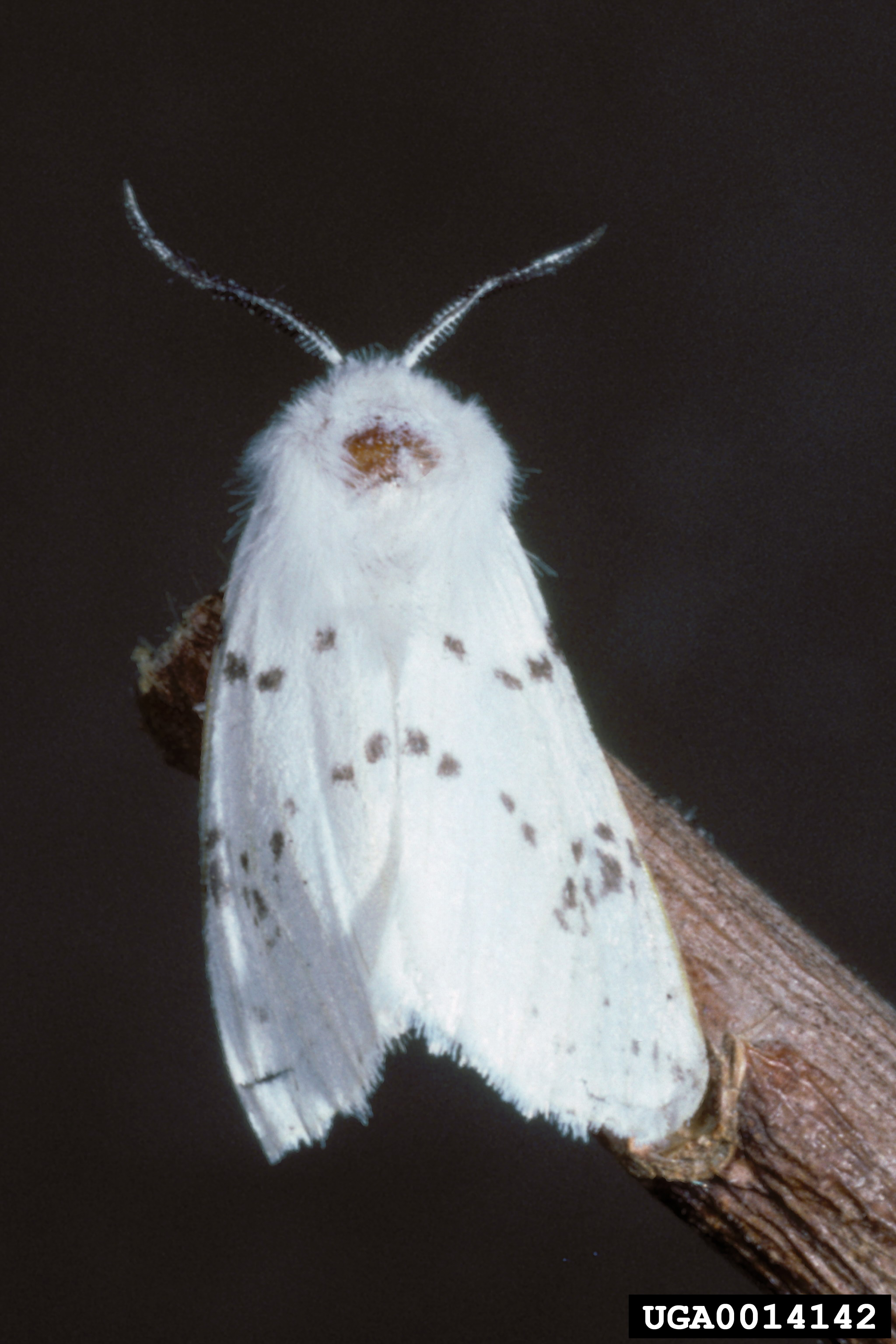
Hyphantria cunea